# Малые ГЭС Карачаево-Черкесии
Малые ГЭС Карачаево-Черкесии — гидроэлектростанции мощностью менее 25 МВт, расположенные на территории республики Карачаево-Черкесия.
Республика Карачаево-Черкесия в связи с наличием горного рельефа обладает значительным гидроэнергетическим потенциалом. Реки региона принадлежат к бассейну реки Кубань (наиболее значительные водотоки — рр. Кубань, Большой Зеленчук, Малый Зеленчук, Теберда, Большая Лаба, Уруп. Гидроэнергетический потенциал используется Зеленчукской ГЭС-ГАЭС (300 МВт, рр. Большой Зеленчук, Маруха и Аксаут, введена в 1999—2016 годах), Куршавскими ГЭС каскада Кубанских ГЭС, а также рядом малых ГЭС.

## Эшкаконская ГЭС

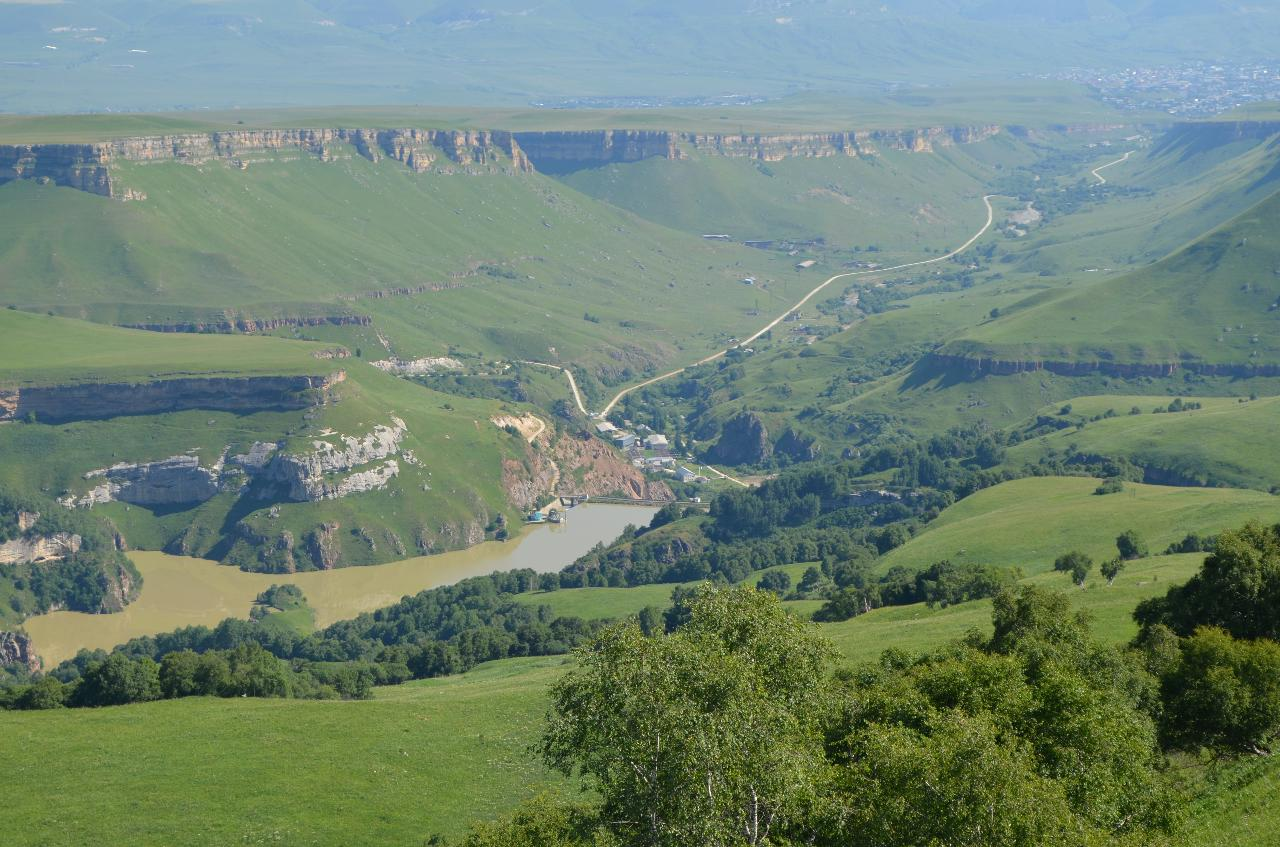
Эшкаконская ГЭС

Створ ГЭС на р. Эшкакон, в Малокарачаевском районе. ГЭС создана по плотинно-деривационной схеме, использует подпорные сооружения Эшкаконского водохозяйственного гидроузла. Мощность ГЭС — 0,6 МВт, среднегодовая выработка — 3,4 млн.кВт.ч. В состав сооружений ГЭС входит головное сооружение с водозабором, деривационный туннель, напорный водовод, здание ГЭС. В здании ГЭС установлен один гидроагрегат с радиально-осевой турбиной.
ГЭС была пущена в 1989 году, строительство ГЭС завершено не было, в 2005 году станция законсервирована в связи с технической неисправностью оборудования. В течение 2009 года проведены работы по достройке и реконструкции ГЭС (в частности, был заменён гидрогенератор, построен сбросной водовод протяжённостью 412 м, реконструированы гидротурбина и здание станции), общая стоимость работ составила около 37 млн рублей. 28 декабря 2009 года ГЭС была введена в эксплуатацию. По состоянию на 2018 год собственник станции — ООО «Нижегородский институт прикладных технологий».

## МГЭС Большой Зеленчук
Створ ГЭС на реке Большой Зеленчук. ГЭС пристроена к существующей плотине водозаборного сооружения Зеленчукской ГЭС-ГАЭС. Мощность ГЭС — 1,26 МВт, среднегодовая выработка — 7 млн кВт·ч. В здании ГЭС расположены два горизонтальных гидроагрегата с пропеллерными турбинами, работающими при напоре 9 м. В марте 2008 года было заявлено, что проект находится в стадии практической реализации. Ввод ГЭС был запланирован в 2008 году, но осуществлён не был. Финансирование проекта было вновь открыто в 2012 году, в 2013 году было получено положительное заключение Главгосэкспертизы. Строительные работы были начаты в марте 2014 года, станция введена в эксплуатацию в 2017 году. Собственник ГЭС — ПАО «РусГидро».

## Новокарачаевская МГЭС
Расположена на реке Кубань, построена по деривационной схеме. Мощность ГЭС — 1,2 МВт, в здании ГЭС установлены два гидроагрегата. В состав сооружений станции входит водоподпорное сооружение высотой 5,3 м, водосбросное сооружение, необлицованный деривационный канал, здание ГЭС, отводящий канал. Станция введена в эксплуатацию в 2013 году, собственник — ЗАО «Фотон».

## Учкуланская МГЭС
Створ ГЭС на р. Учкулан, в Карачаевском районе, вблизи аула Учкулан. Мощность ГЭС — 1 МВт. ГЭС построена по деривационной схеме, в состав сооружений станции входит головное сооружение с водозабором, деривационный канал, напорный трубопровод, здание ГЭС и отводящий канал.
Учкуланская МГЭС построена в 1937 году при мощности 0,2 МВт, в 1987 году реконструирована с увеличением мощности до 0,8 МВт (построено новое здание ГЭС с одним горизонтальным гидроагрегатом с радиально-осевой турбиной, старый гидроагрегат отключен от напорного тракта, но не демонтирован). С 2005 года станция была законсервирована в связи с моральным износом и технической неисправностью оборудования. В результате реформы электроэнергетики станция перешла в собственность ПАО «РусГидро» (его дочернего общества АО «Карачаево-Черкесская гидрогенерирующая компания»). Разрабатывались планы восстановления и реконструкции станции с увеличением её мощности до 1,2 МВт (1х1, 2х0,1 МВт). В 2008 году проектные работы были завершены, документация внесена на рассмотрение комитета по инвестициям ОАО «РусГидро». Пуск станции был запланирован на 1 июля 2010 года, однако финансирование проекта реконструкции открыто не было. В декабре 2016 года АО «Карачаево-Черкесская гидрогенерирующая компания» продало станцию ЗАО «Фотон». Новый собственник провел реконструкцию станции и ввёл ее в эксплуатацию в конце 2018 года.

## Усть-Джегутинская МГЭС
Малая ГЭС мощностью 5,6 МВт, пристроенная к сооружениям эксплуатируемого с 1950-х годов Усть-Джегутинского гидроузла. Строительство начато в 2017 году, станция введена в эксплуатацию в 2020 году. Собственник ГЭС — ПАО «РусГидро».

### Красногорские МГЭС
Гидроэнергетический комплекс на реке Кубань, состоящий из двух малых ГЭС общей мощностью 49,8 МВт, использующих одно подпорное сооружение. Введены в эксплуатацию в 2022—2023 годах. Собственник — ПАО «РусГидро».

## Законсервированные малые ГЭС
Садовая ГЭС
Введена в строй в 1952 году. Мощность ГЭС — 0,16 МВт. ГЭС построена по деривационной схеме, работает на проточной воде реки Кубань, водохранилища и бассейнов регулирования не имеет. ГЭС не эксплуатируется с 1975 года. Восстановление ГЭС в связи с неисправностью и моральным устареванием оборудования, замена и восстановление которого экономически неэффективно, не планируется. В 2008 году Садовая ГЭС официально прекратила своё существование как электростанция, оставшись на балансе ОАО «Карачаево-Черкесская гидрогенерирующая компания» под наименованием «здание технологическое с подвалом».

## Проектируемые малые ГЭС
Заявлен ряд проектов создания малых ГЭС, находящихся в разной степени готовности к реализации.
Нижне-Красногорская МГЭС
Проектируемая ГЭС на р. Кубань ниже Красногорских ГЭС. По первоначальному проекту, планировалось строительство деривационной ГЭС мощностью 108 МВт, среднегодовой выработкой электроэнергии — 320 млн.кВт·ч, с двумя гидроагрегатами по 54 МВт, работающими при расчётном напоре 42 м. По более поздним проработкам, мощность ГЭС — 53 МВт, среднегодовая выработка — 177 млн.кВт·ч, 2 гидроагрегата по 26,5 МВт, работающих при расчётном напоре 27 м.
В 2018 году проект Нижне-Красногорской МГЭС мощностью 23,728 МВт прошел отбор инвестиционных проектов по строительству генерирующих объектов, функционирующих на основе использования возобновляемых источников энергии. Станция должна быть введена в эксплуатацию в 2023 году, проект реализуется ООО «Южэнергострой».
Учкуланская ГЭС — 2
Створ ГЭС на р. Учкулан. ГЭС деривационного типа. Состав сооружений ГЭС:
- бетонная водосливная плотина высотой 7 м, совмещенная с донным водозабором;
- безнапорный деривационный канал длиной 2,4 км;
- напорный бассейн с холостым водосбросом;
- три турбинных водовода длиной 300 м каждый;
- здание ГЭС;
- ОРУ 10 кВ.

Мощность ГЭС — 3,4 МВт, среднегодовая выработка — 22,4 млн кВт·ч. В здании ГЭС должно быть установлено два радиально-осевых гидроагрегата мощностью по 1,7 МВт, работающих при напоре 94 м. По более ранним проработкам, мощность ГЭС должна была составлять 6 МВт, среднегодовая выработка — 25,2 млн кВт·ч, стоимость строительства в ценах 1991 года — 8,0 млн руб. Строительство ГЭС включено в ФЦП «Энергоэффективная экономика» на 2002—2005 гг. и на перспективу до 2010 года. В июне 2008 года было заявлено, что проект находится в стадии разработки технико-экономического обоснования, продолжительность строительства запланирована в 8 месяцев. Для ГЭС было заказано гидросиловое оборудование, ввод станции планировался в 2008 году, но осуществлён не был, перспективы реализации проекта в настоящее время не ясны, в инвестиционную программу ОАО «РусГидро» до 2013 года строительство данной ГЭС не включено.
Марухская ГЭС
Створ ГЭС на реке Маруха. ГЭС пристраивается к существующей плотине водозаборного сооружения Зеленчукской ГЭС. Мощность ГЭС — 0,4 МВт, среднегодовая выработка — 2,8 млн кВт·ч. Напор 10 м. В марте 2008 года было заявлено, что проект находится в стадии практической реализации. Ввод ГЭС был запланирован на 2009 год, однако в связи с финансово-экономическим кризисом ОАО «РусГидро» заморозило работы по большинству проектов малых ГЭС, в связи с чем перспективы реализации проекта в настоящее время не ясны.
Аксаутская ГЭС
Створ ГЭС на реке Аксаут. ГЭС пристраивается к существующей плотине водозаборного сооружения Зеленчукской ГЭС. Мощность ГЭС — 0,8 МВт, среднегодовая выработка — 5,7 млн кВт·ч. В марте 2008 года было заявлено, что проект находится в стадии практической реализации. Ввод ГЭС был запланирован на 2009 год, однако в связи с финансово-экономическим кризисом ОАО «РусГидро» заморозило работы по большинству проектов малых ГЭС, в связи с чем перспективы реализации проекта в настоящее время не ясны.
Сторожевская ГЭС
Створ ГЭС на реке Кяфар. Мощность ГЭС — 1,9 МВт, среднегодовая выработка 7,8 млн кВт·ч. По более ранним проработкам, мощность ГЭС должна была составлять 8,8 МВт, среднегодовая выработка — 41,8 млн кВт·ч. В марте 2008 года было заявлено, что проект находится в стадии практической реализации. В связи с финансово-экономическим кризисом ОАО «РусГидро» заморозило работы по большинству проектов малых ГЭС, в связи с чем перспективы реализации проекта в настоящее время не ясны.
малая ГЭС на реке Алибек
Предназначена для электроснабжения туристического комплекса в посёлке Домбай. ГЭС должна быть расположена на территории Тебердинского заповедника, что обусловило повышенное внимание проектировщиков к вопросам экологической безопасности. ГЭС проектируется по деривационному типу с бесплотинным водозабором, водохранилищ и бассейнов регулирования не имеет. Состав сооружений ГЭС:
- бесплотинный водозабор на р. Алибек
- напорный деривационный трубопровод длиной ок. 3000 м.
- здание ГЭС

Мощность ГЭС — 2,5 МВт, среднегодовая выработка — 8,7 млн кВт·ч. По ГЭС подготовлено технико-экономическое обоснование, планировалось ввести ГЭС в строй в 2008 году при условии получения необходимых согласований в Министерстве природных ресурсов РФ. Современный статус проекта неизвестен.
Кардоникская ГЭС
Створ ГЭС на р. Кардоник. Планируемая мощность ГЭС — 8 МВт, среднегодовая выработка — 40 млн кВт·ч, стоимость строительства в ценах 1991 года — 5,4 млн руб. Строительство ГЭС включено в ФЦП «Энергоэффективная экономика» на 2002—2005 гг. и на перспективу до 2010 года. Современный статус проекта неизвестен.
Даутская ГЭС
Створ ГЭС на р. Даут. Планируемая мощность ГЭС — 13,6 МВт, среднегодовая выработка — 64,7 млн кВт·ч, стоимость строительства в ценах 1991 года — 9 млн руб. Строительство ГЭС включено в ФЦП «Энергоэффективная экономика» на 2002—2005 гг. и на перспективу до 2010 года. Современный статус проекта неизвестен.
Теберда ГЭС
Створ ГЭС на р. Теберда, у с. Верхняя Теберда. Планируемая мощность ГЭС — 18,2 МВт, среднегодовая выработка — 87,2 млн кВт·ч, стоимость строительства в ценах 1991 года — 12,2 млн руб. Строительство ГЭС включено в ФЦП «Энергоэффективная экономика» на 2002—2005 гг. и на перспективу до 2010 года. Современный статус проекта неизвестен.
Малая ГЭС на холостом водосбросе Кубанской ГАЭС
Потенциально возможно создание ГЭС мощностью 12 МВт и среднегодовой выработкой 13 млн кВт·ч.